# 極め出し
極め出し（きめだし）は、相撲の日本相撲協会制定決まり手八十二手、特殊技の一つである。

## 概要
相手の差手や首、肩の関節を腕で挟み込み（極めるという）、相手を土俵の外へ出す技。大型で懐の深い力士が小型やそっぷ型力士に対して使うことが多い。この技をかけられた場合、肘の関節等を故障する可能性がある。明治の大関・鳳凰馬五郎や、昭和では大関清國勝雄、関脇・若見山幸平、関脇・高見山大五郎、平成では大関・貴ノ浪貞博、大関・魁皇博之、大関・把瑠都凱斗、令和では横綱・照ノ富士春雄などが得意とした。
相手の差手の肘関節を極めることは「閂」といい、もろ差しの相手を両腋で挟んで極めることが多い。相手の片方の差手を片手で自身のもう一方の腕を持って極める場合、「片手閂」と呼ばれ、柔道の腕挫腋固の閂固と同形態である。
1987年11月場所13日目、横綱千代の富士貢がこの場所新大関の旭富士正也にこの技で勝利した時には、両差しの旭富士の両肘を千代の富士が閂で極め、極める力の強烈さからか旭富士の体が宙に浮いてしまい、その状態のまま千代の富士が前に出て旭富士を土俵の外に出すという豪快な相撲となった。2018年5月場所初日に十両の水戸龍聖之が千代ノ皇王代仁に勝っている。
相撲の格言の中に「極めたら相手の顔を見ろ」という格言がある。
日本のアマチュア相撲の中学生以下では禁じ手である。

### 撓め出し
撓め出し（ためだし）は相手の片腕を両手で持っての極め出し。日本相撲協会制定決まり手八十二手には入っていない。俗称泉川（いずみかわ）、別名出水川（いずみかわ）。